# Fangda Steel
De Jiangxi Fangda Steel Group is een grote Chinese staalgroep uit de provincie Jiangxi en onderdeel van de Liaoning Fangda Group die verder ook actief is in de bouw- en technologiesector. Het is de op negen na grootste staalproducent in China en een van de grotere in de wereld met een productie van bijna 20 miljoen ton ruwstaal in 2020.

## Activiteiten

De Chinese provincie Jiangxi

Fangda Steel bestaat uit een veertiental onderdelen actief in staalproductie, staalhandel, ijzerertsmijnbouw, machinebouw en vastgoed. De staalbedrijven zijn Fangda Special Steel Technology en Jianxi Pxsteel Industrial. De staalproductie geschied met hoogovens en oxystaalovens.

### Fangda Special Steel
Fangda Special Steel Technology is een geïntegreerd staalbedrijf met eigen ijzerertsmijnen, cokesfabriek, sinterfabriek, verschillende hoogovens, walserijen en eindfabrikage in Nanchang. Het is gespecialiseerd in harde legeringen voor de vering en andere aan krachten onderhevige onderdelen van voertuigen en maakt verder ook staalplaten en -staven voor de bouw. Er werken zo'n 7500 mensen. Fangda Special Steel heeft een notering op de Beurs van Shanghai.

### Pxsteel Industrial
Pxsteel Industrial heeft staalfabrieken in Jiujiang en Pingxiang. Beiden maken dikke platen, staven en draad voor de bouw en spoorwegen.

### Fabrieken
| Fabriek                                | Plaats    | Startjaar | Capaciteit per jaar |
| -------------------------------------- | --------- | --------- | ------------------- |
| Fangda Special Steel Technology        | Nanchang  | 1958      | 3,6 mt              |
| Pingxiang Pinggang Anyuan Iron & Steel | Pingxiang | 1954      | 2,65 mt             |
| Jiujiang Pinggang Iron and Steel       | Jiujiang  | 2003      | 4,7 mt              |

## Geschiedenis
Het eerste staalbedrijf van de Fangda Group was Wulanhaote Steel uit Binnen-Mongolië. Dit onderdeel werd in 2014 verkocht aan de Hebei Jingye Group.

### Fangda Special Steel
In 2009 kocht de Liaoning Fangda Group 57,97 procent van het staatsbedrijf Nanchang Steel en kreeg daarmee diens dochteronderneming Nanchang Changli Steel in handen. Nanchang Changli maakte zelf cokes en had hoogovens en walserijen. Het was gespecialiseerd in verenstaal en auto-onderdelen als bladveren, torsiestaven en stabilisatiestangen. De privatisering kaderde in de consolidaties die de Chinese overheid doorvoerde in de staalindustrie. Nanchang Changli werd hierop hervormd en werd Fangda Special Steel. In 2010 kocht Fangda Special Steel op korte tijd zeven ijzerertsmijnen in China. De aankoop van een 74 procent-belang in de Zuid-Afrikaanse mijnbouwverkenner Boboko Investment werd in 2013 tegengehouden door de Zuid-Afrikaanse overheid. Nog in 2013 kreeg Fangda Steel de resterende aandelen van Fangda Special Steel in handen.

### Pxsteel Industrial
Pingxiang Steel was in 1954 opgericht en daarmee de oudste staalproducent in de provincie Jiangxi. Het had eerder Jiujiang Steel overgenomen. De groep was zwaar verlieslatend en stond op de rand van de afgrond toen het in 2012 werd overgenomen door Fangda Group. Na een reorganisatie ontstond Pxsteel Industrial en werden opnieuw zwarte cijfers geschreven.

### Mislukte overnames
In 2018 mislukte Fangda Steel's bod op het staatsbedrijf Xining Special Steel Group door onenigheid. Xining werd verkocht in het kader van de geplande consolidatiegolf in de Chinese staalindustrie en moest in een constructie van gemengd eigendom komen. Fangda wilde ook vijf staalfabrieken van Shente Steel Group overnemen maar zag hier in 2020 vanaf door hun hoge schulden. In 2022 bood het 11 miljard yuan of circa 1,6 miljard euro voor 80 procent van het staatsbedrijf Anyang Steel. Anyang produceerde 10 miljoen ton staal op jaarbasis. De twee partijen raakten het echter niet eens over de modaliteiten van het gemengd eigendom en Anyang trok zich terug.